# Вегарус
Ве́гарус (карел. Vegarus) — посёлок в составе Лоймольского сельского поселения Суоярвского района Республики Карелия.

## Общие сведения
Расположен на берегу реки Айттойоки.
В посёлке находятся памятники истории:
- Братская могила, в которой захоронен 51 советский воин, погибший в годы Советско-финской войны 1941—1944 годов. В 1974 году на могиле была установлена стела из габбро-диабаза[5].
- Могила лейтенанта Н. И. Идрисова, повторившего подвиг Александра Матросова 7 июля 1944 года на 30-м километре дороги на пос. Куолисма (бывший хутор Микитало)[5].

## Население
| 2002 | 2009 | 2010 | 2013 |
| ---- | ---- | ---- | ---- |
| 280  | ↘154 | ↘86  | ↘70  |

## Улицы
- ул. Заводская
- ул. Заречная
- ул. Лесная
- ул. Набережная
- ул. Октябрьская
- ул. Победы
- ул. Центральная
- ул. Школьная

## Галерея

Вегарус
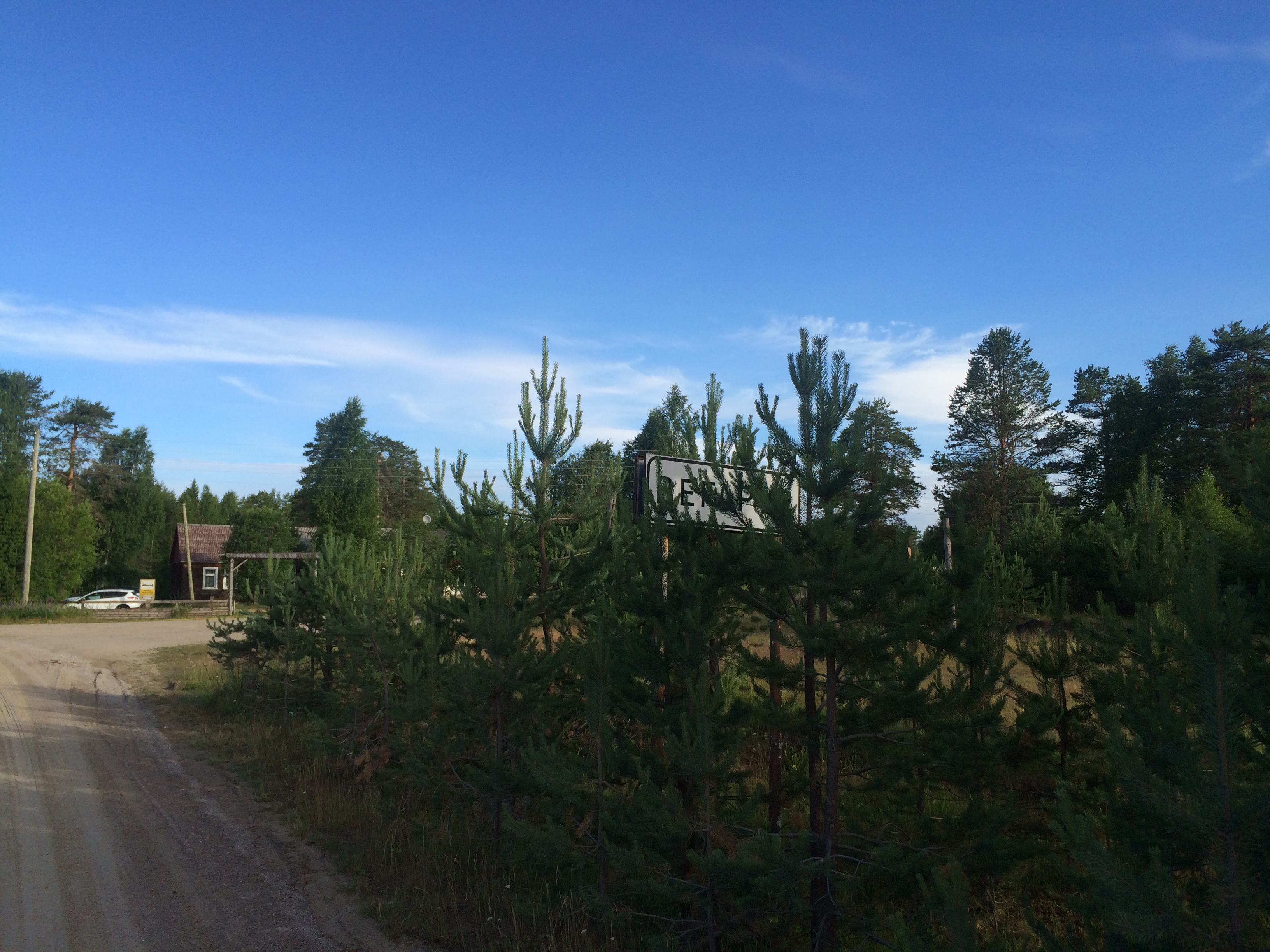
Въезд в посёлок
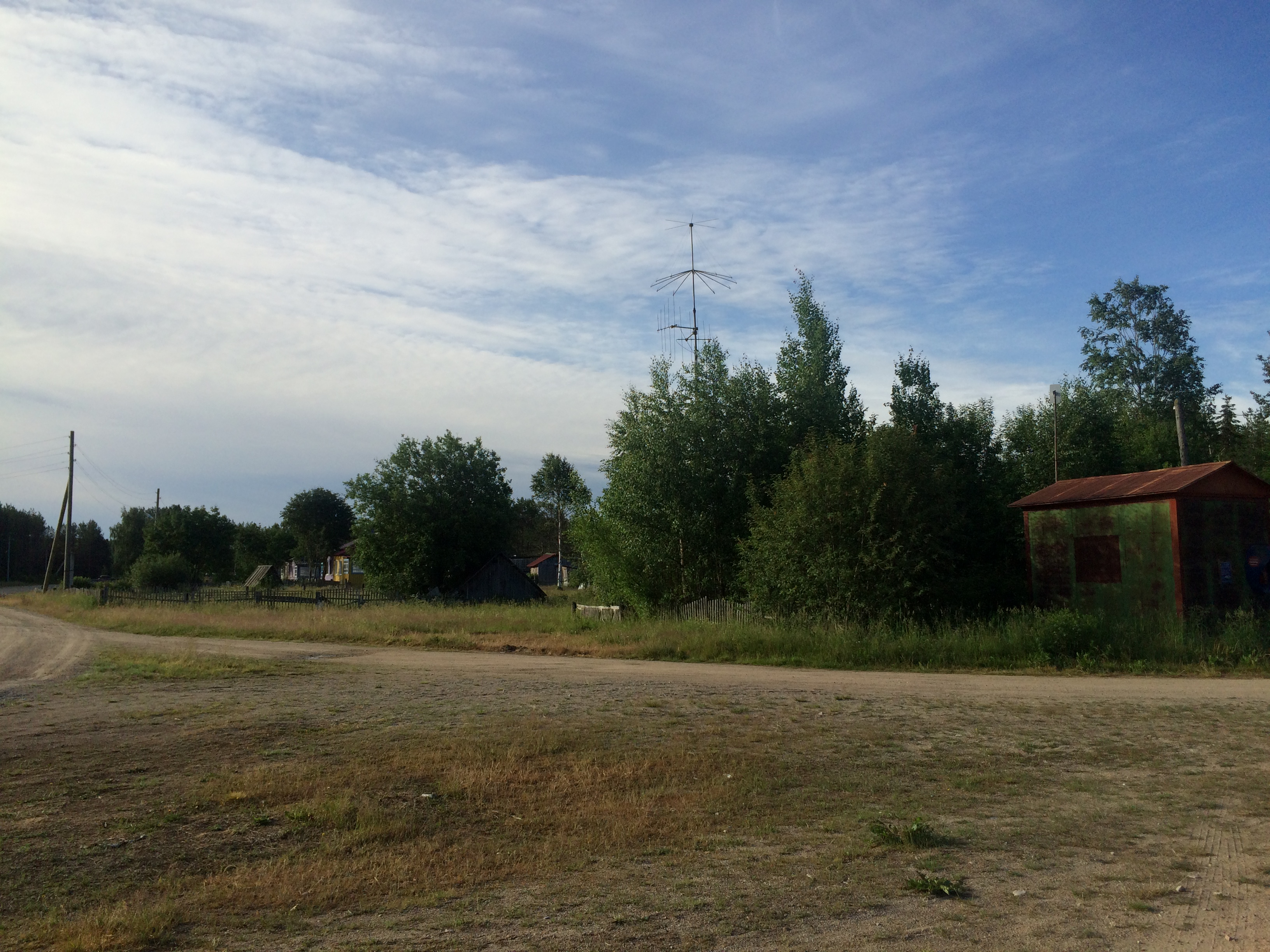
Площадь
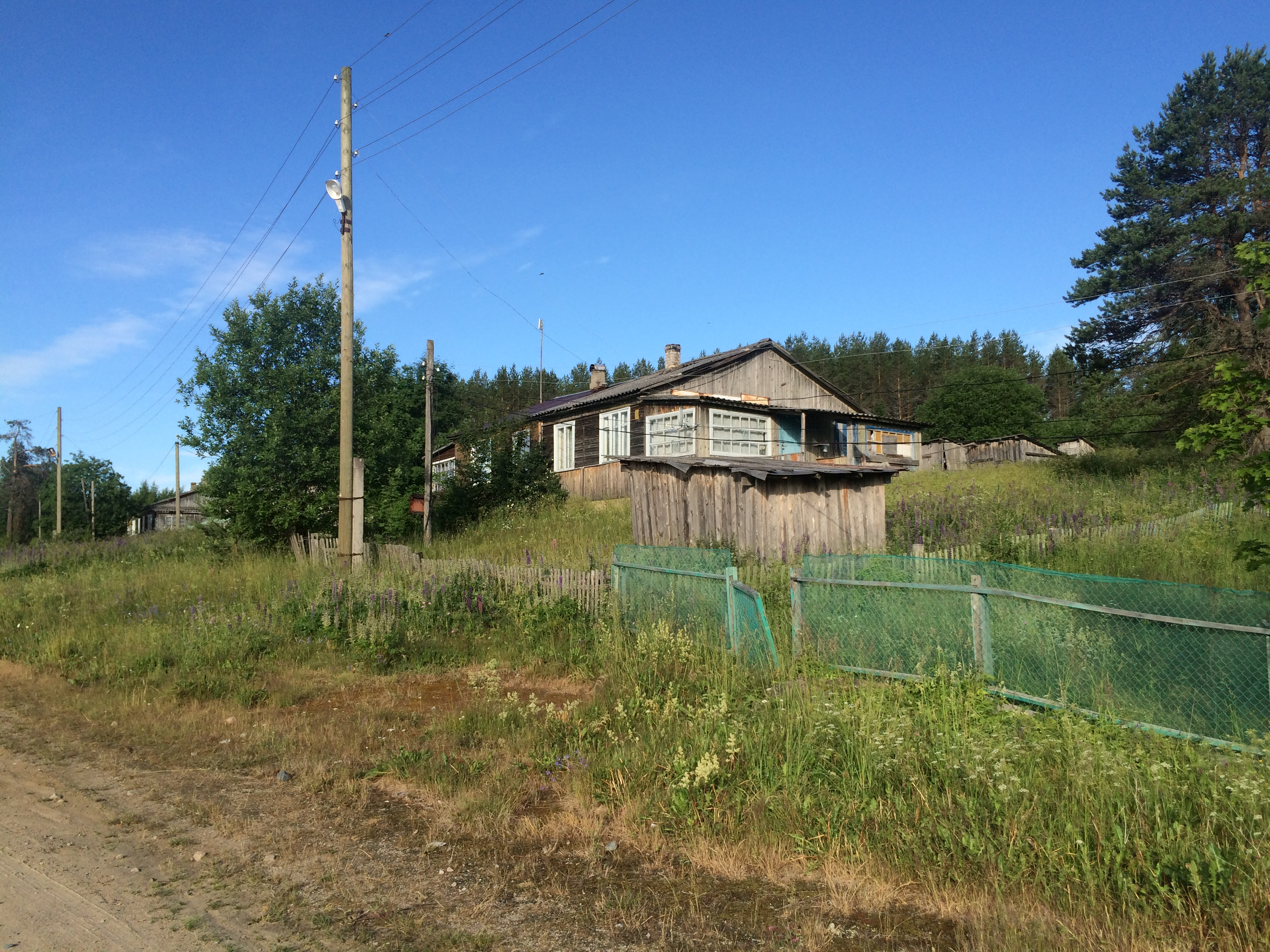
Жилые дома